# Traité de Heiligen
Le Traité de Heiligen fut signé à Heiligen en 811 entre le roi Hemming de Danemark et Charlemagne. Selon les termes de l'accord, la frontière sud du Danemark s'établissait sur l'Eider. Par ailleurs, le traité confirmait la paix établie par les deux signataires en 810.
Depuis le roi Offa d'Angeln (fin du Ve siècle) originaire de la région d'Angeln, l'Eider avait été la frontière entre les zones de peuplement des Angles et des Saxons. Après que Charlemagne eut soumis le Duché de Saxe, les prédécesseurs et l'oncle de Hemming, Godfried de Danemark tentèrent leur chance, franchirent l'Eider et firent campagne dans les terres méridionales que Charlemagne avait laissées à ses alliés Abodrites. Le roi fut toutefois tué par son escorte en 808 et Hemming, pour assurer son autorité contre ses cousins rivaux, chercha la paix avec les Francs. Ses négociateurs et ceux de l'Empereur se rencontrèrent sur une île de l'Eider, aujourd'hui Rendsburg, et s'entendirent sur les limites de leur sphères d'influence respectives.
Bien que plusieurs escarmouches se produisissent dans la région frontalière par la suite et que le roi Henri Ier de Germanie ait envahi Hedeby dans les Danevirke en 934, la frontière fut confirmée par Knut II de Danemark et le roi Conrad II le Salique en 1025 aux fiançailles de leurs enfants Gunhilda du Danemark et Henri III du Saint-Empire. Pendant des siècles l'Eider marqua la limite entre le Duché de Schleswig (au sud du Jutland) et Holstein dans le Saint-Empire romain germanique (ancêtre de la Confédération germanique) jusqu'à ce que les armées prussiennes et autrichiennes franchissent le fleuve et envahissent le Schlesswig durant la Guerre des Duchés de 1864.

## Source
- Tina L. Thursten, Landscapes of Power, Landscapes of Conflict : State Formation in the South Scandinavian Iron Age, New York, Kluwer Academic, 2001 (lire en ligne), p. 340